# フレデリク・ニマニ
フレデリック・ニマニ（Frédéric Koutou Nimani N'Galou, 1988年10月8日 - ）はチャドにルーツを持つフランス・ブーシュ＝デュ＝ローヌ県マルセイユ出身のサッカー選手。サッカー中央アフリカ代表。ポジションはセンターミッドフィールダー。

## 経歴
ASモナコのユース出身で、2007年に同チームでプロデビューを果たした。長らくモナコに所属するもレンタル移籍期間が多い。2012年にモナコとの契約が終了し、FCイストルへと移籍した。
2018年9月9日、サッカー中央アフリカ代表としてアフリカネイションズカップ2019予選のギニア代表戦に出場した。

## 所属クラブ
- ASモナコ  2006-2012.12

→ FCロリアン  2007-2008.1 (Loan)
→ CSスダン・アルデンヌ 2008.1-.6 (Loan)
→ バーンリーFC 2010.1-.6 (Loan)
→ FCナント 2010.8-2011.6 (Loan)
→ PAOKテッサロニキ 2012.1-6 (Loan)
- FCイストル  2013.1-7
- OFIクレタ 2013-2014
- FCフリブール 2015-2016
- エーゲルスンIK 2016
- FCフリブール 2016
- ヌーシャテル・ザマックス 2017-2019
- UEサン・ジュリア 2021

## 代表
2019年7月16日現在
| 中央アフリカ代表 | 国際Aマッチ | 国際Aマッチ |
| 年               | 出場        | 得点        |
| ---------------- | ----------- | ----------- |
| 2018             | 4           | 0           |
| 通算             | 4           | 0           |